# Calodia multispinata
Calodia multispinata är en insektsart som beskrevs av Nielson 1982. Calodia multispinata ingår i släktet Calodia och familjen dvärgstritar. Inga underarter finns listade i Catalogue of Life.